# Tessmannia
Genre
Classification phylogénétique
Tessmannia est un genre de plantes à fleurs dicotylédones de la famille des Fabaceae (Légumineuses), sous-famille des Caesalpinioideae, qui comprend une douzaine d'espèces acceptées. Ce sont des arbres originaires d'Afrique.
Certaines espèces sont exploitées pour leur résine (copal) ou leur bois utilisé comme bois d'œuvre (menuiserie, traverses de chemin de fer, manches d'outils, poteaux).

## Liste d'espèces
Selon The Plant List (16 décembre 2018) :
- Tessmannia africana Harms
- Tessmannia anomala (Micheli) Harms
- Tessmannia baikiaeoides Hutch. & Dalziel
- Tessmannia burttii Harms
- Tessmannia camoneana Torre
- Tessmannia copallifera J.Leonard
- Tessmannia dawei J.Leonard
- Tessmannia densiflora Harms
- Tessmannia dewildemaniana Harms
- Tessmannia lescrauwaetii (De Wild.) Harms
- Tessmannia martiniana Harms
- Tessmannia yangambiensis J.Leonard
- Tessmannia princeps[4]